# Nordkaukasusfront
Die Nordkaukasusfront (russisch Северокавказский фронт/ Sewerokawkasski front) war ein Großverband der Roten Armee während des Zweiten Weltkrieges.

## Geschichte
Die Nordkaukasusfront wurde am 20. Mai 1942 aus der aufgelösten Krimfront und dem Stab der Nordkaukasischen Strategischen Richtung gebildet. Während der Stalingrader Strategischen Verteidigungsoperation wurden der Front am 28. Juli 1942 die Verbände der aufgelösten Südfront unterstellt. Später bildete die Front die Don- und die Küstengruppe der Streitkräfte. Am 1. September 1942 wurde die Front als Schwarzmeergruppe in die Transkaukasusfront eingegliedert.
Am 24. Januar 1943 wurde aus der Nordgruppe der Transkaukasusfront eine neue Nordkaukasusfront gebildet, der am 5. Februar 1943 auch die Schwarzmeergruppe unterstellt wurde. Am 20. November 1943 wurde das Oberkommando der Nordkaukasusfront zu dem der Selbständigen Küstenarmee umgebildet, die unterstellten Armeen wurden größtenteils aufgelöst.

## Frontkommando
- Marschall der Sowjetunion Semjon Michailowitsch Budjonny (Mai–August 1942),
- Generalleutnant Iwan Iwanowitsch Maslennikow (Januar–Mai 1943; im Januar 1943 zum Generaloberst befördert),
- Generalleutnant Iwan Jefimowitsch Petrow (Mai–November 1943; im August 1943 zum Generaloberst befördert),
- Sekretär der KP der Region Krasnodar P.I. Selesnjow (Mitglied des Militärrats, Mai–Juni 1942),
- Sekretär des ZK der KPdSU Lasar Moissejewitsch Kaganowitsch (Mitglied des Militärrates, Juli–August 1942),
- Generalmajor A.Ja. Fominich (Mitglied des Militärrates, Januar–November 1943),
- Generalmajor G.F. Sacharow (Chef des Stabes, Mai–Juni 1942),
- Generalleutnant Alexei Innokentjewitsch Antonow (Chef des Stabes, Juli–August 1942),
- Generalmajor A.A. Sablujew (Chef des Stabes, Januar–März 1943),
- Generalleutnant I.E. Petrow (Chef des Stabes, März–Mai 1943),
- Generalmajor I.A. Laskin (Chef des Stabes, Mai–November 1943).

## Unterstellte Verbände
1. Juli 1943
- 9. Armee
- 18. Armee
- 37. Armee
- 56. Armee
- 58. Armee
- 4. Luftarmee
  - 16. Schützenkorps (61., 137., 383. Schützendivision)
  - 22. Schützenkorps (339. Schützendivision)
  - 4. Gardekavalleriekorps (9., 30. Kavalleriedivision, 10. Gardekavalleriedivision)